# Giải vô địch bóng rổ thế giới 2023 (Bảng N)
Bảng N là một trong bốn bảng đấu trong vòng phân hạng 17–32 của Giải vô địch bóng rổ thế giới 2023, diễn ra từ ngày 31 tháng 8 đến ngày 2 tháng 9 năm 2023, bao gồm 4 đội, 2 đội đứng cuối bảng C và 2 đội đứng cuối bảng D. Kết quả của giai đoạn vòng bảng cũng sẽ được tính vào bảng xếp hạng, các đội sẽ đối đầu với 2 đội của các bảng đấu khác. Tất cả các trận đấu của bảng diễn ra tại SM Mall of Asia Arena, Pasay, Philippines. Đội đầu bảng sẽ được phân vào các vị trí từ 17 đến 20, đội nhì bảng sẽ được phân vào các vị trí từ 21 đến 24, đội đứng thứ ba sẽ được phân vào các vị trí từ 25 đến 28, đội cuối bảng sẽ được phân vào các vị trí từ 29 đến 32.

## Các đội tuyển bị loại ở giai đoạn vòng bảng
| Bảng đấu | Thứ ba bảng | Cuối bảng |
| -------- | ----------- | --------- |
| C        | New Zealand | Jordan    |
| D        | Ai Cập      | México    |

## Bảng xếp hạng
| VT | Đội         | ST | T | B | ĐT  | ĐB  | HS   | Đ |
| -- | ----------- | -- | - | - | --- | --- | ---- | - |
| 1  | Ai Cập      | 5  | 2 | 3 | 412 | 411 | +1   | 7 |
| 2  | New Zealand | 5  | 2 | 3 | 429 | 463 | −34  | 7 |
| 3  | México      | 5  | 2 | 3 | 410 | 467 | −57  | 7 |
| 4  | Jordan      | 5  | 0 | 5 | 369 | 475 | −106 | 5 |

1. 1 2 3  Hòa theo điểm đổi đầu. Điểm khác biệt về đối đầu giữa các đội: Ai Cập +26, New Zealand –6, México −20.

## Các trận đấu
Tất cả các trận đấu được diễn ra theo (UTC+8).

### New Zealand vs México
| 31 tháng 8 năm 2023 16:45 | Chi tiết | New Zealand                                                   | 100–108 | México                                                      |  | SM Mall of Asia Arena, Pasay Số khán giả: 2,929 Trọng tài: Kato Takaki (Nhật Bản), Daniel García (Venezuela), Péter Praksch (Hungary) |
| 31 tháng 8 năm 2023 16:45 | Chi tiết | Điểm mỗi set: 22–31, 19–26, 27–21, 32–30                      |         |                                                             |  | SM Mall of Asia Arena, Pasay Số khán giả: 2,929 Trọng tài: Kato Takaki (Nhật Bản), Daniel García (Venezuela), Péter Praksch (Hungary) |
| 31 tháng 8 năm 2023 16:45 | Chi tiết | Điểm: Te Rangi 32 Chụp bóng bật bảng: Harris 8 Hỗ trợ: Ili 10 |         | Điểm: Cruz 27 Chụp bóng bật bảng: Jaimes 11 Hỗ trợ: Stoll 9 |  | SM Mall of Asia Arena, Pasay Số khán giả: 2,929 Trọng tài: Kato Takaki (Nhật Bản), Daniel García (Venezuela), Péter Praksch (Hungary) |

### Ai Cập vs Jordan
| 31 tháng 8 năm 2023 20:30 | Chi tiết | Ai Cập                                                            | 85–69 | Jordan                                                           |  | SM Mall of Asia Arena, Pasay Số khán giả: 3,532 Trọng tài: Antonio Conde (Tây Ban Nha), Boris Krejič (Slovenia), Manuel Attard (Ý) |
| 31 tháng 8 năm 2023 20:30 | Chi tiết | Điểm mỗi set: 22–14, 18–22, 19–20, 26–13                          |       |                                                                  |  | SM Mall of Asia Arena, Pasay Số khán giả: 3,532 Trọng tài: Antonio Conde (Tây Ban Nha), Boris Krejič (Slovenia), Manuel Attard (Ý) |
| 31 tháng 8 năm 2023 20:30 | Chi tiết | Điểm: Amin, Marei 20 Chụp bóng bật bảng: Marei 14 Hỗ trợ: Gendy 5 |       | Điểm: Bzai 18 Chụp bóng bật bảng: Al-Dwairi 11 Hỗ trợ: Ibrahim 5 |  | SM Mall of Asia Arena, Pasay Số khán giả: 3,532 Trọng tài: Antonio Conde (Tây Ban Nha), Boris Krejič (Slovenia), Manuel Attard (Ý) |

### Jordan vs México
| 2 tháng 9 năm 2023 20:30 | Chi tiết | Jordan                                                                                | 80–93 | México                                                        |  | SM Mall of Asia Arena, Pasay Số khán giả: 4,956 Trọng tài: Boris Krejič (Slovenia), Kristian Paez (Ecuador), Carlos Vélez (Colombia) |
| 2 tháng 9 năm 2023 20:30 | Chi tiết | Điểm mỗi set: 24–24, 19–19, 22–25, 15–25                                              |       |                                                               |  | SM Mall of Asia Arena, Pasay Số khán giả: 4,956 Trọng tài: Boris Krejič (Slovenia), Kristian Paez (Ecuador), Carlos Vélez (Colombia) |
| 2 tháng 9 năm 2023 20:30 | Chi tiết | Điểm: Hollis-Jefferson 26 Chụp bóng bật bảng: Al-Dwairi 9 Hỗ trợ: Hollis-Jefferson 10 |       | Điểm: Girón 21 Chụp bóng bật bảng: Jaimes 11 Hỗ trợ: Jaimes 6 |  | SM Mall of Asia Arena, Pasay Số khán giả: 4,956 Trọng tài: Boris Krejič (Slovenia), Kristian Paez (Ecuador), Carlos Vélez (Colombia) |

### New Zealand vs Ai Cập
| 2 tháng 9 năm 2023 16:45 | Chi tiết | New Zealand                                                         | 88–86 | Ai Cập                                                            |  | SM Mall of Asia Arena, Pasay Số khán giả: 2,919 Trọng tài: Daniel García (Venezuela), Péter Praksch (Hungary), Park Kyoung-jin (Hàn Quốc) |
| 2 tháng 9 năm 2023 16:45 | Chi tiết | Điểm mỗi set: 22–25, 25–10, 21–26, 20–25                            |       |                                                                   |  | SM Mall of Asia Arena, Pasay Số khán giả: 2,919 Trọng tài: Daniel García (Venezuela), Péter Praksch (Hungary), Park Kyoung-jin (Hàn Quốc) |
| 2 tháng 9 năm 2023 16:45 | Chi tiết | Điểm: Delany, Le'afa 27 Chụp bóng bật bảng: Wetzell 7 Hỗ trợ: Ili 5 |       | Điểm: Amin, Gendy 19 Chụp bóng bật bảng: Mahmoud 9 Hỗ trợ: Amin 9 |  | SM Mall of Asia Arena, Pasay Số khán giả: 2,919 Trọng tài: Daniel García (Venezuela), Péter Praksch (Hungary), Park Kyoung-jin (Hàn Quốc) |